# زندگی بیداری
زندگی بیداری به (به انگلیسی: Waking Life ) فیلمی است پویانمایی محصول سال ۲۰۰۱ که نوشته و کارگردانی آن برعهده ریچارد لینکلیتر بود.
این فیلم که به کمک نرم‌افزار roto shop انجام شده‌است ساخته شده که البته قسمتی از آن هم به کمک photoshop و shake انجام گرفته‌است و جز فیلم‌های فانتزی به حساب می‌آید.

## خلاصه
فیلم درباره شخصی هست که در خواب و رویا گرفتار شده و هر بار که سعی میکند از خواب بیدار شود متوجه میشود که در یک رویای دیگر است و در این رویاها با انسان های مختلفی درباره فلسفه ی زندگی و هستی صحبت میکند.